# Tepetlixpa
Tepetlixpa é um município do estado do México, no México.